# Мломба
Мло́мба (англ. Mlomba) — традиційна громада у складі дистрикту Мачинга Південного регіону Малаві.
Населення — 62263 особи (2018).